# Dicranomyia kermadecensis
Dicranomyia kermadecensis är en tvåvingeart som först beskrevs av Alexander 1973.  Dicranomyia kermadecensis ingår i släktet Dicranomyia och familjen småharkrankar. Inga underarter finns listade i Catalogue of Life.